# Venturia himachala
Venturia himachala là một loài tò vò trong họ Ichneumonidae.